# Steven Sasson
Steven J. Sasson (Brooklyn, Nova Iorque, 4 de julho de 1950) é um engenheiro estadunidense, que construiu a primeira câmera digital em 1975 na Kodak.
Sasson estudou engenharia elétrica no Instituto Politécnico Rensselaer, onde obteve os graus de bacharel em 1972 e mestre em 1973. Em seguida trabalhou na Eastman Kodak, onde Gareth A. Lloyd o conduziu para a construção de uma câmera com sensor CCD. Tinha massa de 3,6 kg, era transportável e comportava apenas 10.000 pixel (de acordo com um chip-CCD Fairchild). A imagem era em preto e branco, armazenada em uma fita cassete e projetada em um televisor.
Sasson recebeu em 26 de dezembro de 1978 a patente U.S. 4.131.919.
Recebeu o Prêmio de cultura da Associação de Fotografia da Alemanha de 2008, a Medalha Nacional de Tecnologia e Inovação de 2009 e foi induzido no National Inventors Hall of Fame em 2011. Recebeu o IEEE Masaru Ibuka Consumer Electronics Award de 2016.